# 西河镇 (湄潭县)
西河镇，是中华人民共和国贵州省遵义市湄潭县下辖的一个乡镇级行政单位。
2013年11月23日，贵州省人民政府批复同意撤销西河乡建制，设置西河镇。

## 行政区划
西河镇下辖以下地区：
西河村、下坝村、河沟坝村、西坪村、仁合村、万兴村、乐园村、石家寨村和马蹄村。

## 中国传统村落
2013年8月，石家寨被评为第二批中国传统村落。